# Gino De Sanctis
Gino De Sanctis, all'anagrafe Luigi De Santis (Lecce, 20 novembre 1912 – Roma, 13 settembre 2001), è stato uno scrittore, giornalista e sceneggiatore italiano.

## Biografia
Figlio di Brizio De Sanctis e di Isabella Prati. Giornalista e scrittore per il teatro, il cinema e per varie testate giornalistiche. Si occupò sia di cronaca che di costume, soggettista e sceneggiatore è autore di numerosi copioni cinematografici soprattutto nel periodo tra il 1949 e il 1967.
Nato a Lecce nel 1912, con la famiglia si trasferisce a Roma nel 1926, si iscrive all'Università e si laurea in Giusisprudenza (1937) e in Scienze Politiche (1940). Partecipa alla Guerra d'Etiopia dove inizia a redigere racconti e cronache pubblicate nelle pagine della Gazzetta del Mezzogiorno e successivamente nel Messaggero di Roma.
Ancora impegnato durante la Seconda Guerra Mondiale nei fronti di Albania e Grecia, entra a far parte di un gruppo partigiano al Nord Italia nel 1944. Nel dopoguerra torna al Messaggero ed inizia la sua collaborazione di soggettista e sceneggiatore con varie case di produzione cinematografica.
Come scrittore ha vinto, con Il minimo d'ombra, il Premio Selezione Campiello

## Filmografia

### Cinema
- L'imperatore di Capri, regia di Luigi Comencini (1949) - solo soggetto (*)
- La cintura di castità, regia di Camillo Mastrocinque (1950) (*)
- Quel fantasma di mio marito, regia di Camillo Mastrocinque (1950) (*)
- Amore e sangue, regia di Marino Girolami (1951) - solo soggetto (*)
- Viale della speranza, regia di Dino Risi (1953) (*)
- Capitan Fantasma, regia di Primo Zeglio (1953) (*)
- Canzone appassionata, regia di Giorgio Simonelli (1953) (*)
- Riscatto, regia di Marino Girolami (1953) (*)
- La vena d'oro, regia di Mauro Bolognini (1955)
- Il prezzo della gloria, regia di Antonio Musu (1955)
- Il tesoro di Rommel, regia di Romolo Marcellini (1955) (*)
- I fidanzati della morte, regia di Romolo Marcellini (1956) (*)
- Dinanzi a noi il cielo, regia di Roberto Savarese (1957) (*)
- Il vendicatore, regia di William Dieterle (1959)
- Agi Murad, il diavolo bianco, regia di Riccardo Freda (1959) (*)
- Lupi nell'abisso, regia di Silvio Amadio (1959) (*)
- Le orientali, regia di Romolo Marcellini (1960) (*)
- Seddok, l'erede di Satana, regia di Anton Giulio Majano (1960) (*)
- Una spada nell'ombra, regia di Luigi Capuano (1961) (*)
- Un figlio d'oggi, regia di Marino Girolami e Domenico Graziano (1961) (*)
- Ponzio Pilato, regia di Gian Paolo Callegari e Irving Rapper (1962) (*)
- La guerra continua, regia di Leopoldo Savona (1962)
- Le sette folgori di Assur, regia di Silvio Amadio (1962) (*)
- Gli eroi del doppio gioco, regia di Camillo Mastrocinque (1962) (*)
- L'ira di Achille, regia di Marino Girolami (1962) (*)
- Lo sceicco rosso, regia di Fernando Cerchio (1962) - solo soggetto
- L'invincibile cavaliere mascherato, regia di Umberto Lenzi (1963) (*)
- Il piombo e la carne, regia di Marino Girolami (1964) (*)
- A Ghentar si muore facile, regia di León Klimovsky (1967)

(*) come Gino De Santis

### Televisione
- Il lavoro di lui, originale televisivo, regia di Guglielmo Morandi, trasmesso il 6 ottobre 1962.
- Il lavoro di lei, originale televisivo, regia di Guglielmo Morandi, trasmesso il 3 aprile 1963.
- Il testimone, originale televisivo, regia di Guglielmo Morandi, trasmesso l'11 dicembre 1963.
- Un caso di coscienza, originale televisivo, regia di Marcello Sartarelli, trasmesso il 27 febbraio 1964.
- Qualcosa... per oggi, originale televisivo, regia di Guglielmo Morandi, trasmesso il 29 aprile 1964.
- Il passo più lungo, originale televisivo, regia di Italo Alfaro, trasmesso il 20 novembre 1964.
- Tasse, morale a parte, originale televisivo, regia di Giuliana Berlinguer, trasmesso il 25 marzo 1966.
- Uno di noi, originale televisivo, regia di Antonio De Gregorio, trasmesso il 22 marzo 1967.
- 1898: processo a don Albertario, sceneggiatura di Gino De Sanctis e Leandro Castellani, regia di Leandro Castellani, trasmesso il 23 giugno 1967.
- Non lasciamoli soli, regia di Giuseppe Fina, trasmesso il 19 aprile 1968.
- Le ore lunghe, regia di Silvio Maestranzi, trasmesso il 3 luglio 1970.

## Prosa radiofonica
- Il tipo più straordinario che ho incontrato, trasmesso il 16 giugno 1955.

## Scritti
- La nostra tribù e altri racconti, Roma, Unione editoriale d'Italia, 1936
- La mia Africa, Milano, Mondadori, 1938
- Viaggio di ritorno, Roma, Mediterranea, 1948
- Migliaia di chilometri, Milano, Ceschina, 1958
- Olografia clandestina (racconto breve), in "La Fiera Letteraria", 1960
- Il violino della Quinta Armata, Milano, Feltrinelli, 1961
- Regina di cenere, Bologna, Cappelli, 1965
- Il minimo d'ombra, Milano, Rizzoli, 1967,
- L'innesto (racconto breve), in "Il Gazzettino", 1968
- Venti e una, Il Telaio, 1972 (poesie)
- L'Augusta e i clienti, Milano, Pan, 1976
- La congiura di San Michele, Milano, Pan, 1979
- Trentanove, Il Telaio, 1990 (poesie)